# Victor Heringer
Victor Doblas Heringer (Rio de Janeiro, 27 marzo 1988 – Rio de Janeiro, 7 marzo 2018) è stato uno scrittore e poeta brasiliano, conosciuto per il romanzo L'amore degli uomini soli uscito in Italia nel 2023.

## Biografia
Victor Doblas Heringer è nato il 27 marzo 1988 da una famiglia di origine tedesca a Rio de Janeiro, nel bairro (quartiere) di São Cristóvão, ma è cresciuto a Nova Friburgo. Si è laureato in Lettere all'Università Federale di Rio de Janeiro, e prima di pubblicare i suoi primi libri ha lavorato presso l'Instituto Moreira Salles e presso la Fundação Casa de Rui Barbosa dopo aver ottenuto una borsa di studio per quest'ultima. Tra il 2014 e il 2017 ha tenuto una rubrica settimanale sulla rivista Pessoa, e ha anche scritto periodicamente per la rivista Continente di Pernambuco, e altre.
L'opera d'esordio di Heringer, l'antologia di poesie Automatógrafo, è stata pubblicata da 7Letras nel 2011. L'anno successivo ha pubblicato Glória il suo romanzo d'esordio acclamato dalla critica , su un "artista plastico alla ricerca di una donna impossibile", per il quale ha ricevuto il prestigioso Prêmio Jabuti nel 2013. Il secondo romanzo di Heringer, L'amore degli uomini soli (titolo originale: O Amor dos Homens Avulsos), è uscito in Brasile nel 2016 con la casa editrice Companhia das Letras, e in Italia nel 2023 (traduzione: Vincenzo Barca, Safarà Editore). L'amore degli uomini soli racconta la storia "di due ragazzi che si innamorano l'uno dell'altro, ma la loro passione viene interrotta da una tragedia"; il romanzo è stato nominato per il Prêmio Rio de Literatura, il Premio São Paulo per la letteratura e il Prêmio Oceanos. L'autore ha affermato che il quartiere immaginario in cui si svolge il romanzo è stato ispirato dal quartiere reale di Del Castilho a Rio de Janeiro, dove era solito visitare sua nonna quando era bambino.
L'ultimo lavoro di Heringer pubblicato in vita è stata una traduzione in portoghese del libro di memorie di Loung Ung del 2000 First They Killed My Father, uscito in Brasile nel 2017 per le edizioni HarperCollins. Lo stesso anno, è stato inserito da Forbes Brasil nella lista "UNDER 30 in Literature".
L'opera poetica di Victor Heringer, pur non essendo la più nota tra le sue opere, è caratterizzata da una profonda riflessione sui dettagli spesso inosservati della vita quotidiana. Heringer ha utilizzato scenari inventivi per descrivere i suoi ricordi e affrontare questioni familiari, relazioni affettive e conflitti interni, la sua poesia sfugge alla metrica e mostra l'inquietudine della sua personalità.
Per la maggior parte della sua vita Heringer ha lottato contro la depressione. Il 7 marzo 2018, tre settimane prima del compimento dei suoi trent'anni, è stato trovato morto vicino al suo appartamento a Copacabana a seguito di un apparente suicidio per autodefenestrazione. Il 9 giugno 2018, il suo editore Companhia das Letras ha annunciato che per omaggiare la sua figura avrebbe ristampato tutte le sue opere. Alcuni mesi prima l'editore aveva già ripubblicato il suo primo romanzo Glória e un'antologia completa delle sue poesie era prevista per la pubblicazione nel 2019. In una delle sue interviste finali, nell'ottobre 2017, Heringer ha affermato che stava lavorando a un terzo romanzo, la cui pubblicazione era prevista per il 2018, il romanzo doveva essere ispirato ai suoi viaggi per il Sud America, l'India e l'Indonesia, ma non si conosce se l'autore sia stato in grado di terminarlo prima della sua morte improvvisa.
Una raccolta postuma contenente settanta "crônicas" di Heringer, Vida Desinteressante, è uscita per Companhia das Letras nel 2021.

## Opere

### Poesia
- Automatógrafo (7Letras, 2011)

### Romanzi
- Glória (7Letras, 2012; riedito da  Companhia das Letras in 2018)
- O Amor dos Homens Avulsos (Companhia das Letras, 2016), pubblicato in Italia con il titolo L'amore degli uomini soli (traduzione: Vincenzo Barca), Safarà Editore.
- Vida Desinteressante (Companhia das Letras, 2021; postumo)

### Traduzioni
- Primeiro Mataram Meu Pai (HarperCollins, 2017)

| Controllo di autorità | VIAF (EN) 220581847 · ISNI (EN) 0000 0003 6054 3392 · LCCN (EN) no2011183794 · GND (DE) 1179983149 · BNF (FR) cb16578115j (data) |